# EarPods

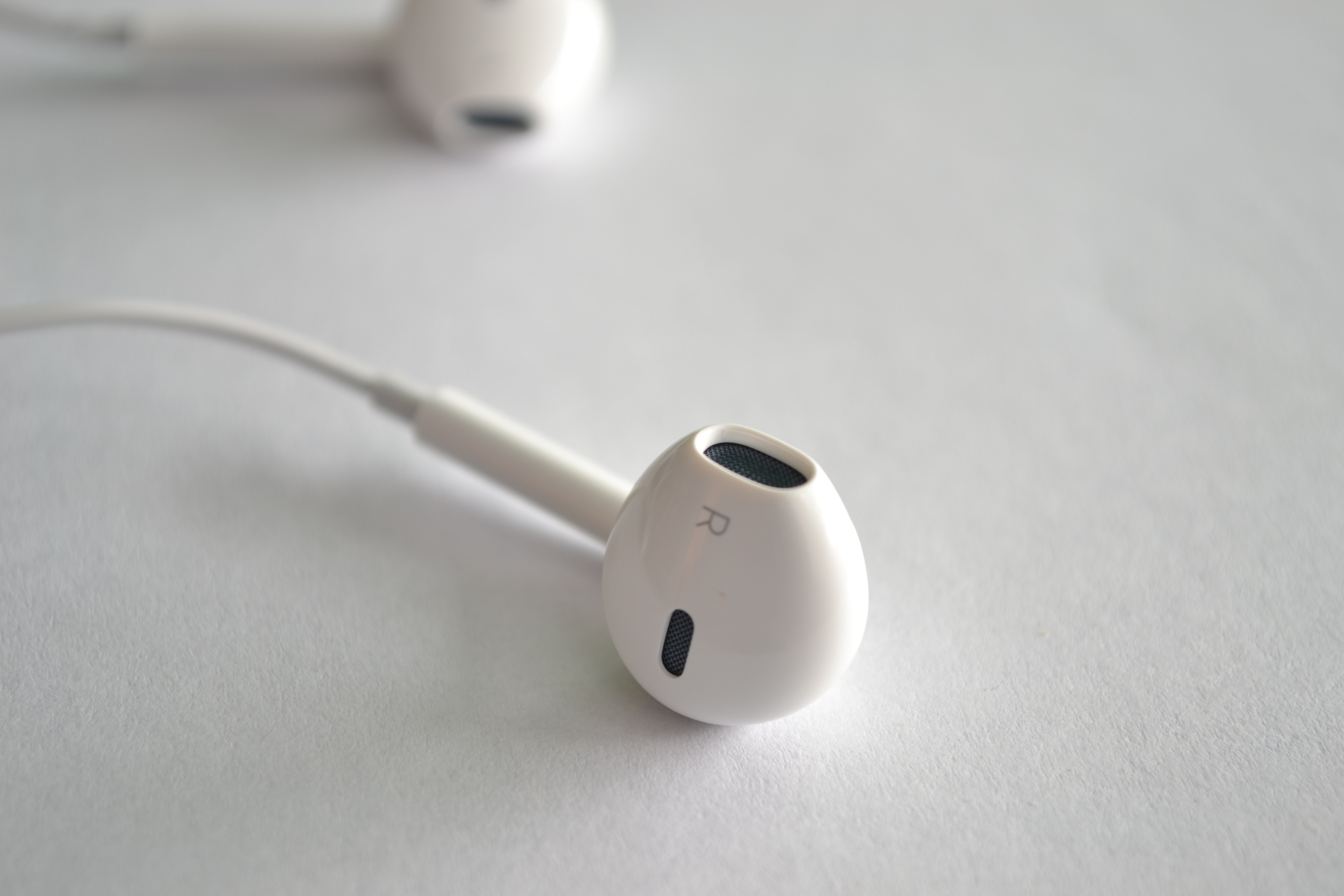
EarPods

Die EarPods sind Kopfhörer der Firma Apple, die mit dem iPod touch der 5. Generation und dem iPhone 5 zusammen im Jahr 2012 eingeführt wurden. Sie lösten die bis dahin verwendeten EarPhones ab. Die EarPods lagen bis zum iPhone 11 jedem neuen iPhone, iPod touch und iPod nano bei, können aber auch separat erworben werden.

## Entwicklung
Die EarPods wurden nach Angaben von Apple in mehrjähriger Entwicklungszeit mithilfe von 3D-Scans von vielen Ohren entwickelt, damit sie stabiler im Ohr bleiben als die Vorgänger. Da sie aber eine einheitliche Form besitzen, passen sie nicht jedem Nutzer gleich gut. Andere Hersteller lösen dieses Problem mit Gummiaufsätzen. EarPods bieten einen besseren Klang als das Vorgängermodell.

## Ausführungen
Die EarPods gibt es in verschiedenen Ausführungen, zum einen der Standardausführung, die jedem iPod beiliegt, und der Ausführung EarPods mit Fernbedienung und Mikrofon (engl.: EarPods with remote and mic). Die Ausführung mit Mikrofon und Fernbedienung hat, wie der Name es vermuten lässt, eine Mikrofon- und Fernbedienungseinheit, mit der sich die Audiowiedergabe von iOS und macOS steuern lässt.
Die EarPods sind mit einem 3,5-mm-Klinkenstecker und seit September 2016 auch mit Lightning-Stecker erhältlich. Seit der Einführung der iPhone Modelle 15, 15 Plus, 15 Pro und 15 Pro Max im Jahre 2023 sind die EarPods auch mit USB-C Anschluss verfügbar.

## Kritik
„Deutlich besser, aber nicht wirklich gut.“